# Milarepa (película)
Milarepa es una próxima película de aventura, drama y ciencia ficción ítaloestadounidense, escrita y dirigida por Louis Nero, producida por Jake Seal, y protagonizada por Isabelle Allen, Harvey Keitel, F. Murray Abraham, Franco Nero, Angela Molina, Iazua Larios, Michael Ronda, Hal Yamanouchi y Bruno Bilotta.
La cinta está parcialmente basada en la novela Siddhartha de Herman Hesse. Tendrá su estreno en algún punto del 2025 y será distribuida por ORWO Film Distribution en los Estados Unidos.

## Sinopsis
En un mundo postapocalíptico dónde la naturaleza ha vencido a la tecnología. Mila, una niña de doce años destrozada por el asesinato de su padre inicia un viaje para redimirse por sus malas acciones.

## Reparto
- Isabelle Allen como Mila.
- Harvey Keitel como Marpa.
- F. Murray Abraham como Oyun.
- Franco Nero como Anciano.
- Angela Molina como Khulan.
- Iazua Larios como Daka.
- Michael Ronda como Zimoty.
- Hal Yamanouchi como Yuguntun.
- Bruno Bilotta como Sherab.
- Diana Dell'Erba como Damena
- Kaitlyn Kemp como Peta.
- Simeone Latini como Tumur.
- Max Pisu como Monje.
- Alioune Badiane como Zeno.

## Desarrollo

### Producción
El 17 de febrero de 2024 se anunció a través del medio estadounidense Screen Daily que una producción cinematográfica bajo el título de Milarepa estaba por comenzar sus filmaciones, bajo la dirección de Louis Nero y con Harvey Keitel encabezando el elenco. El proyecto sería producido por L'Altrofilm de Nero junto a Orwo Studios de Jake Seal.
La historia está inspirada en Milarepa, un siddha tibetano que vivió en el siglo XI, y en cuya vida Herman Hesse basó Siddhartha, su novela espiritual de 1922. Los productores ejecutivos son Zeno Pisani y Giovanna Maddalena.

### Elenco
El reparto está compuesto por actores internacionales que incluyen a Harvey Keitel, F. Murray Abraham y Kaitlyn Kemp de Estados Unidos, Isabelle Allen de Inglaterra, Angela Molina de España, Iazua Larios y Michael Ronda de México, Hal Yamanouchi de Japón, y Franco Nero, Bruno Bilotta, Diana Dell'Erba, Simeone Latini y Max Pisu de Italia.

### Rodaje
La cinta fue filmada íntegramente en Italia, en la región de Cerdeña.